# Iglesia de San Bernardo (Kralendijk)
La Iglesia de San Bernardo (en papiamento: Parokia San Bernardo) es el nombre que recibe un edificio religioso que pertenece a la Iglesia católica y se localiza en la ciudad de Kralendijk la capital de la isla caribeña de Bonaire, un territorio del Caribe Neerlandés organizado como un municipio especial del Reino de los Países Bajos en las Antillas Menores.
El templo sigue el rito romano o latino y depende de la diócesis católica de Willemstad en la vecina isla de Curazao. Está pintada de colores amarillo y blanco y su parte principal destaca por su forma que se asemeja a un triángulo coronado por una cruz y junto a la torre del campanario. Ofrece misas en el lenguaje local papiamento.
Dos iglesias anteriores en honor a San Bernardo se construyeron en este sitio una en el siglo XVIII y la siguiente en 1829. La actual se construyó en 1948.